# Österreichischer Alpenverein
L'Österreichischer Alpenverein (ÖAV) és el principal club alpí austríac. L'associació compta amb uns 450.000 membres i té la seu a Innsbruck.
Té 22.000 treballadors, és responsable de 236 refugis i 13.000 llits i manté 26.000 km de camins i senders i més de 200 vies d'escalada.

## Història
L'ÖAV fou fundat el 1862 per Paul Grohmann, juntament amb Friedrich Simony i Edmund von Mojsisovics. És el club alpí més antic del món després del britànic Alpine Club.
El 1873 les associacions alpines alemanya (Deutscher Alpenverein, abreujat DAV), austríaca i bohèmia es fusionaren en una sola entitat, el Deutscher und Österreichischer Alpenverein, on romangueren unides fins a 1938. En el període entre les dues guerres, l'ÖAV assumí una orientació clarament antisemita. El 1924, seguint l'exemple d'algunes seccions menors, Eduard Pichl, president de la secció principal de l'ÖAV (la "Sektion Austria"), introduí a l'estatut de l'associació l'"Arierparagraph", una clàusula que impedia als "no aris" de formar part de l'associació.
Molts dels membres expulsats de la Secció Àustria, com el psiquiatre Viktor Frankl, el director Fred Zinnemann i el músic Joseph Braunstein fundaren per tant la secció "Donauland", que fou però expulsada més tard de l'ÖAV. El 1938, després de l'Anschluss, l'ÖAV s'emmarcà com a "Secció alpinisme" de la Federació Nacionalsocialista per a l'educació física, organització dissolta després del final de la guerra.
L'ÖAV fou refundada immediatament després de la guerra. Fins al 1952, any en què també es reconstituí el Deutscher Alpenverein, fou l'austríac ÖAV qui administrà fiduciàriament els actius i les instal·lacions del dissolt club alemany. L'Österreichischer Alpenverein és avui, d'acord amb els seus estatuts, una associació apolítica.

## Organització
L'ÖAV consta d'aproximadament 200 seccions, constituïdes en associacions. A més de les seccions territorials, a Viena i Graz hi ha també seccions universitàries. A més, hi ha seccions que operen fora de les fronteres d'Àustria, a Anglaterra i Flandes. També hi ha una secció "Reichenberg", fundada per alemanys ètnics expulsats de la República Txeca després de la guerra.
Són també part de l'ÖAV la secció transfronterera Kössen-Reit im Winkl i la secció supraregional "Weitwanderer".

## Activitat
El Club Alpí austríac gestiona prop de 270 refugis i bivacs. Publica treballs sobre la muntanya i mapes territorials i turístics. Dur a terme activitats culturals (incloses col·leccions de museus i biblioteques), així com activitats de formació per als seus membres.